# Campylocentrum callistachyum
Campylocentrum callistachyum är en orkidéart som beskrevs av Célestin Alfred Cogniaux. Campylocentrum callistachyum ingår i släktet Campylocentrum och familjen orkidéer. Inga underarter finns listade i Catalogue of Life.